# Catia Fonseca
Catia Cilene de Miranda e Fonseca (São Paulo, 1 de fevereiro de 1969) é uma apresentadora de televisão brasileira. 
Formada em Rádio e TV pelo SENAC, Fonseca foi apelidada pela imprensa de Rainha do Merchandising por ser a apresentadora mais procurada por patrocinadores, chegando a ser garota-propaganda de 23 empresas simultaneamente, em 2015.

## Carreira
Em 1986, aos 17 anos, Catia viu um anúncio de jornal buscando uma secretária para a rádio Antena 1, conquistando a vaga e ficando na empresa por seis anos. Neste tempo, interessou-se pelo ofício e, após cursar Rádio e TV, realizou alguns testes na televisão e rádio, embora não tenha passado. Em 1994, soube da inauguração de uma nova emissora em São Paulo, a Rede Mulher (hoje Record News), que estava buscando aspirantes a apresentadores para contratar. Fonseca realizou os testes e, sem receber resposta, passou a ir na emissora vários dias seguidos para pedir aos diretores que lhe dessem uma chance. Contratada naquele ano, estreou o programa de culinária Com Sabor. Em 1995, ingressa como apresentadora do matinal Universo Feminino, que abordava temas gerais relacionados à mulher, como qualidade de vida, posicionamento no mercado de trabalho e pautas familiares. No final de 1997, se desliga da emissora, recusando uma renovação de contrato para investir em um empreendimento próprio, uma panificadora.
Em janeiro de 1998, foi convidada pela Rede Manchete para assumir o programa Mulher de Hoje e, após rejeitar o convite primeiramente para dedicar-se a panificadora, fechou um acordo de que ficaria apenas três meses enquanto a emissora tentasse encontrar outra apresentadora. Em março de 1998, assinou com a TV Gazeta e assumiu o programa Pra Você. Em 1999, assinou com a RecordTV para comandar o Note e Anote no lugar de Ana Maria Braga, após ser visada pela boa repercussão com os patrocinadores. Em 2000, também passou a dirigir o Note e Anote. Em setembro do mesmo ano, foi removida do programa após um ano e meio no programa. Na época, Fonseca explicou para a revista Isto É Gente que a apresentadora Claudete Troiano havia arquitetado para tomar seu posto no Note e Anote: "Não usaria os meios que ela usou. Soube que ela pediu para um diretor dizer aos executivos da emissora que era mais em conta e aceitava ganhar metade do que eu". A emissora chegou a oferecer um programa nas tardes para Fonseca, porém a apresentadora preferiu finalizar seu contrato por considerar a situação desagradável e não querer encontrar a substituta nos corredores da emissora.
Em 2002, Catia retornou para a TV Gazeta e assumiu o Mulheres, reestruturando o programa, retirando os quadros de sensacionalismo e casos trágicos e trazendo de volta o formato original com reportagens voltadas ao público feminino, culinária e prestação de serviço. Em 4 de setembro de 2015, lançou seu próprio canal no Youtube, o TV Catia Fonseca, trazendo entrevistas, receitas e vídeos de viagens. Em 30 de setembro de 2017, lançou seu próprio site, também chamado de TV Catia Fonseca, com receitas, dicas de moda, beleza, viagens e outros. Em 12 de dezembro do mesmo ano, Fonseca anunciou sua saída da Gazeta após quinze anos no comando do Mulheres e assinou contrato com a Band para estrear o Melhor da Tarde, em 1 de março de 2018. Em 1 de agosto de 2020, fez sua estreia no rádio como apresentadora na Rádio Bandeirantes, com o programa Do Bom e do Melhor, juntamente com Danilo Gobatto, transmitido nas manhãs de sábado. Fonseca apresentou o programa até 28 de agosto de 2021.
Catia ficaria na Band até o dia 11 de junho de 2025, quando decidiu rescindir o contrato com a emissora, que era válido até 2028. A saída foi motivada após uma série de desgastes na relação com o canal nos bastidores, aumentando após a demissão de Rodrigo Riccó em dezembro de 2024, desagradando Fonseca.
Após a saída da Band, Catia muda-se para a TV Globo, mesmo com rumores de retorno para a TV Gazeta, o que foi negado pela própria e pela emissora também. Fonseca estrearia na Dança dos Famosos como uma das participantes da vigésima segunda temporada.

## Vida pessoal
Em 1986, aos 17 anos, se casou com o jornalista Dafnis da Fonseca. Em 1987, nasce seu primogênito, Thiago e, em 1992, o segundo filho, Felipe. Ainda em 1991, ingressou no curso de Rádio e TV pelo SENAC, formando-se dois anos depois. Em maio de 2013, após 27 anos de casada, anuncia sua separação, revelando que estava adiando a decisão há alguns anos. Em novembro do mesmo ano, assume relacionamento com o diretor Rodrigo Riccó.

## Trabalhos

### Televisão
| Ano     | Título               | Cargo                  | Notas                      |
| ------- | -------------------- | ---------------------- | -------------------------- |
| 1994    | Com Sabor            | Apresentadora          |                            |
| 1995–97 | Universo Feminino    | Apresentadora          |                            |
| 1998    | Mulher de Hoje       | Apresentadora          |                            |
| 1998–99 | Pra Você             | Apresentadora          |                            |
| 1999–00 | Note e Anote         | Apresentadora          |                            |
| 1999    | Escolinha do Barulho | Professora             |                            |
| 2002–18 | Mulheres             | Apresentadora          |                            |
| 2018–25 | Melhor da Tarde      | Apresentadora          |                            |
| 2019    | Noite Feliz          | Apresentadora          | Especial de fim de ano     |
| 2020    | Mulheres             | Apresentadora especial | Episódio: “23 de setembro” |
| 2025    | Dança dos Famosos    | Participante           | 22.ª temporada             |

### Internet
| Ano           | Título           | Cargo         |
| ------------- | ---------------- | ------------- |
| 2015–presente | TV Catia Fonseca | Apresentadora |

### Rádio
| Ano       | Título             | Cargo         | Rádio              |
| --------- | ------------------ | ------------- | ------------------ |
| 2020–2021 | Do Bom e do Melhor | Apresentadora | Rádio Bandeirantes |

## Prêmios e indicações
| Ano  | Prêmio                    | Categoria            | Resultado | Ref.   |
| ---- | ------------------------- | -------------------- | --------- | ------ |
| 2023 | Melhores do Ano NaTelinha | Melhor Apresentadora | Indicada  | [ 32 ] |